# La Roue (film, 1923)
Pour les articles homonymes, voir La Roue.
Pour plus de détails, voir Fiche technique et Distribution.
La Roue est un film français réalisé par Abel Gance et sorti en 1923.

## Résumé
Le film se présente comme une « tragédie des temps modernes en un prologue et quatre époques ».
Prologue : Un accident de train provoque la mort de nombreux passagers. Sisif, mécanicien, récupère Norma, une fillette dont la mère est décédée dans l'accident. Il décide de l'élever avec Élie, son fils unique du même âge. La femme de Sisif est morte quelques années plus tôt en donnant naissance à leur enfant.
Première époque : Quinze ans après l'accident, après avoir élevé les deux enfants comme des frères et sœurs (sans jamais les avoir détrompés à ce sujet), Sisif est devenu alcoolique et ruiné. Son fils Élie est devenu luthier, mais ne gagne pas sa vie. Norma est une jeune fille joyeuse et spontanée ; elle et Élie sont inséparables. Plusieurs hommes s'intéressent désormais à Norma parmi le personnel du chemin de fer, rendant Sisif fou de rage. Le seul prétendant sérieux de la jeune fille est un aristocrate, Jacques de Hersan. Celui-ci travaille sur les brevets mécaniques des locomotives : Sisif lui vend régulièrement certaines de ses inventions. L'alcoolisme du mécanicien est le fruit de sa souffrance affective, car il est lui-même devenu amoureux de Norma. Nuit et jour, il doit lutter contre ses sentiments alors que la jeune femme vit sous son toit. Il finit par avouer ses états d'âme à Hersan, dont il ignore les sentiments pour Norma. Profitant de la situation, l'aristocrate fait croire à Norma que la déchéance de son père est due à sa misère, et qu'elle doit se marier avec lui pour quitter le foyer familial. Norma est consciente des avantages matériels d'un tel projet, mais n'aime pas cet homme.
Deuxième époque : à la suite de ses aveux à Hersan, Sisif tente de se suicider en se faisant écraser par sa propre locomotive. Mâchefer, ouvrier travaillant en tandem chauffeur-machiniste avec Sisif, le sauve en arrêtant la machine juste à temps. Apprenant cet acte désespéré, Norma envoie une lettre à Hersan lui signifiant qu'elle accepte de devenir sa femme : la jeune femme espère ainsi sauver Sisif en lui envoyant de l'argent à l'avenir, sans se douter que son véritable tourment est d'ordre affectif. Hersan vient demander à Sisif la main de sa fille : face au refus de celui-ci, l'aristocrate opte pour le chantage et menace de révéler publiquement les sentiments du mécanicien envers Norma. Sisif est obligé de céder. Quelques jours plus tard, il emmène Norma à Paris dans la locomotive qu'il conduit. Rendu fou à l'idée de perdre la jeune femme, il tente de faire dérailler le train en le lançant à pleine vitesse sur le rail. Une nouvelle fois, Mâchefer fait échouer la tentative de justesse. Une fois le mariage scellé, Sisif tente de retrouver une vie simple en reportant son affection sur sa locomotive. Mais un jour, Élie découvre que Norma ne figure pas dans le livret de famille et comprend que celle-ci n'est pas sa sœur. Réinterprétant l'attitude de son père vis-à-vis de Norma, il en comprend le terrible secret. Le jeune homme prend par ailleurs conscience que sa propre affection envers celle qu'il croyait être sa sœur était en réalité de l'amour. Sisif et Élie sont dès lors atteints du même mal mélancolique. La situation se dégrade encore lorsqu'un jour, Sisif est victime d'un grave accident : travaillant sur sa locomotive, il reçoit involontairement un jet de vapeur dans les yeux et devient partiellement aveugle. Sa hiérarchie envisage de le déclarer inapte au travail. Ne supportant pas d'être séparé de sa machine, il réalise une troisième tentative de suicide en s'enfuyant à bord de sa locomotive en mettant plein gaz pour détruire l'engin et mourir dans l'accident. Mais la locomotive s'écrase contre un buttoir sans que Sisif ne soit blessé. Celui-ci assiste, désespéré, à l'agonie de sa locomotive. Entre-temps, Norma est revenue voir Sisif et Élie à leur domicile, du fait que ceux-ci ne répondaient pas à ses lettres et refusaient son argent. La jeune femme est rejetée par les deux hommes, qui cherchent à l'oublier et ne peuvent lui avouer leurs véritables sentiments. Norma repart à Paris, le cœur meurtri.
Troisième époque : L'acte de Sisif lui vaut une sanction hiérarchique. On le retire du service des grands rapides et il rejoint le service du tramway du Mont-Blanc pour conduire un vieux train à crémaillère. Élie le suit dans cette nouvelle vie pour l'aider au quotidien, sans abandonner pour autant son travail de luthier. Ses efforts dans ce domaine l'amènent à redécouvrir la formule du vernis crémonais, donnant à ses violons un son de grande qualité. Ses instruments sont remarqués : on l'invite à un concert où il aperçoit Norma dans le public, sans venir lui parler. Peu de temps après, Norma, accompagnée de son mari, vient passer des vacances à la montagne et découvre par hasard la cabane où vivent Sisif et Élie. Elle explique à celui qu'elle pense toujours être son frère qu'elle déteste son mari. Élie est partagé entre joie et peur. Il lui conseille de ne jamais essayer de revoir Sisif, mais garde quant à lui contact avec elle. Il revient ainsi la voir peu de temps après pour lui offrir un violon dans lequel est dissimulée une lettre lui expliquant la vérité : « Je ne suis point ton frère et l'amour me torture comme il n'est pas d'exemple. » Le spectateur ne sait pas si Norma découvre cette lettre : seule certitude, face au comportement de plus en plus brutal de son mari, Norma lui demande une séparation. De rage, Hersan détruit le violon de son épouse et découvre la lettre qui y est dissimulée. Considérant dès lors Élie comme un adversaire, il décide de venir le provoquer en duel. L'affrontement a lieu à mains nues sur la cime d'une falaise. Les deux hommes y laissent la vie : Hersan, grièvement blessé, rejoint la cabane de Sisif où il prononce ses dernières paroles ; Élie chute quant à lui dans le ravin. Norma, arrivée sur place quelques minutes trop tard, ne peut que constater la mort des deux hommes. Sisif considère une nouvelle fois que la présence de Norma est indissociable de son malheur et répudie une fois de plus la jeune femme.
Quatrième époque : Sisif, devenu complètement aveugle, continue de vivre dans sa cabane sans aucune aide extérieure, restant seul avec son chien. Un an après le décès de son fils, il vient lui rendre hommage en plantant un crucifix au bord de la falaise, guidé par son chien. Norma vient apporter des fleurs au même endroit. La jeune femme aperçoit le vieil homme, qui ne la voit pas : ainsi découvre-t-elle la cécité de Sisif, qu'elle croit toujours être son père. Tout en prenant garde de ne faire aucun bruit, elle le rejoint dans sa cabane et découvre la misère de son quotidien. Dès lors, elle décide de s'installer chez lui pour veiller sur ses vieux jours. Sisif se rend compte d'une présence sous son toit : cherchant d'abord à l'éliminer à coups de canne, il finit par l'accepter. Une nuit, se levant discrètement, il comprend en lui touchant la main que la personne qui vit avec lui est Norma. Le lendemain, la jeune femme prend le risque de lui parler : le vieil homme ne la rejette plus et lui répond. Leur relation redevient celle d'un père envers sa fille et la gaieté renaît. Les beaux jours arrivent : une danse traditionnelle a lieu dans les montagnes avec les jeunes gens de la région. Entendant les échos depuis leur cabane, Norma danse avec Sisif. Une jeune femme se présente alors pour venir proposer à Norma de rejoindre la ronde. Celle-ci s'y rend, le cœur en fête. Sisif, apaisé et sachant Norma heureuse, décède dans l'après-midi.

### Symbolique
Le nom du film fait référence à la roue du destin ou de la fortune, avec un homme voyageant le long de chemins déjà balisés.
D’autre part, le nom du protagoniste principal, Sisif, est lié à Sisyphe, personnage mythologique grec condamné à pousser constamment un rocher vers le haut, sur une colline, illustrant le destin du mécanicien, et se conjuguant avec le mythe d’Œdipe pour ses désirs incestueux, d'où il devient aveugle.

## Fiche technique
- Titre initial : La Rose du rail
- Réalisation : Abel Gance
  - Assistant : Blaise Cendrars (bénévole)
- Scénario : Abel Gance
- Direction artistique : Robert Boudrioz
- Photographie : Gaston Brun, Marc Bujard, Léonce-Henri Burel, Maurice Duverger
- Musique : Arthur Honegger (ébauche de ce qui devient ensuite Pacific 231) et Paul Fosse
- Montage : Marguerite Beaugé, Abel Gance
- Affiche : Fernand Léger
- Production : Abel Gance ; Charles Pathé
- Sociétés de productions : Pathé, Films Abel Gance[2]
- Pays de production :  France
- Format : noir et blanc teinté et partiellement colorisé - muet - 1,33:1 - 35 mm
- Genre : drame
- Durée : 415 minutes (montage original)
- Date de sortie : 
  - France : 17 février 1923

## Distribution
- Séverin-Mars : Sisif
- Ivy Close : Norma
- Gabriel de Gravone : Elie
- Pierre Magnier : Jacques de Hersan
- Max Maxudian : Le minéralogiste Kalatikascopoulos
- Georges Térof : Machefer
- Gil Clary : Dalilah

## Montage
La première du film à eu lieu au Gaumont-Palace, salle de 6000 personnes, en deux parties pour une durée totale de sept heures, inscrites en 32 bobines. Par la suite, pour faciliter leur distribution et leur visionnage, ils ont été réduits à trois heures, puis de 150 à 90 minutes.

## Innovations techniques
Abel Gance introduit de nombreuses innovations techniques, telles qu’accélération dans la scène d’accident, inversion (le train recule et accélère en réalité pour représenter un train freinant dans la scène de la tentative de suicide de Sissif), montages de changements et coupes rapides pour souligner le danger et suivre la mélodie (procédé repris dans des films tels que La Grève de 1925, réalisé par Sergei Eisenstein), surimpressions.
La majorité des scènes ont été tournées en extérieur y compris de nuit, une nouveauté qui nécessita des installations d'éclairage importantes.
L’équipe technique avec quatre directeurs de la photographie et un monteur était d’une importance exceptionnelle à l’époque.
Certaines de ces innovations telles que projections inscrites dans des formes originales (cercle ou ovale) ne seront pas reprises, les films restant ensuite projetés sur la dimension d’écran rectangulaire.
Alors que la première moitié du film comporte des montages à grande vitesse et des plans courts, la seconde change de rythme, devenant plus lente, avec des scènes de paysages prolongés et avec des visions oniriques.

## Musique
La musique est un élément important du film par un de ses thèmes, Élie étant luthier et, semble-t-il, excellent violoniste, charmant sa sœur Norma.
De plus, le film était accompagné d’une musique originale dont une partie composée par Arthur Honnegger comprenant Pacific 231 pour l’ouverture et cinq autres séquences, dont trois pièces sont cependant perdues.
Excepté cette œuvre symphonique restée connue, cette musique, qui n’avait pas été jouée depuis la première, a servi de leitmotiv à la compilation pour la restauration, car son répertoire est le seul document authentique de la première version du film conservée. Cette musique avait été mise en place par Arthur Honegger et son collaborateur pour ce projet, Paul Fosse. Fosse, à l’époque chef d’orchestre de cinéma du Palais Gaumont et grand musicien de cinéma, composa et compila la musique de chaque film muet projeté dans cette salle.
Paul Fosse n’avait pas créé sa propre musique pour la première du film, mais avait arrangé des œuvres de compositeurs français.
Les œuvres compilées notées et archivées par Paul Fosse, propriété de la Bibliothèque nationale de France, probablement la source la plus complète de musique de films muets, ont permis de reconstituer la musique du film. Le musicologue Jürg Stenzl spécialiste de musiques de film, et son collègue Français Max James ont participé à la recherche de sources et de partitions originales avec le compositeur de Mayence Bernd Thewes responsable de la compilation globale. La reconstruction du film La Roue en tant qu’œuvre complète a été réalisée en plusieurs années. La musique se compose de 117 numéros musicaux de 56 compositeurs.
Dans cet ensemble, cinq pièces perdues ont dû être remplacées de manière appropriée.
L’œuvre a été enregistrée par la Rundfunk-Sinfonieorchester Berlin (Orchestre symphonique de la radio de Berlin). La première mondiale de cette version reconstruite et restaurée a eu lieu le 14 septembre 2019 dans le cadre du Festival de musique de Berlin au Konzerthaus Berlin,.

## Festival Lumière 2019
Au Festival Lumière, en 2019, une projection en deux matinées (19 et 20 octobre) a été réalisée à l'Auditorium Maurice-Ravel avec l'Orchestre national de Lyon sous la direction de Frank Strobel. La reconstruction musicale est de Bernd Thewes.
Le film a été restauré par la Fondation Jérôme Seydoux Pathé par François Ede, en collaboration avec la Cinémathèque française et la Cinémathèque Suisse, d'après une expertise mondiale des éléments réalisée par Georges Mourier en 2016. Le film a été reconstitué dans sa totalité et selon le découpage d'origine (près de 7 h).
Le 28 août 2022, la Cinémathèque suisse présente, au Théâtre du Jorat en Suisse, une projection intégrale d’une journée en ciné-concert avec l’Orchestre des Jardins Musicaux.

## Sortie vidéo
Le film est sorti en coffret DVD et coffret Blu-ray en 2021, pour la première fois en version intégrale et restaurée. Le coffret inclut également de nombreux suppléments : le web-doc diffusé sur Arte.tv sur la restauration du film (31'), un avant/après restauration (2'), le making of d'époque réalisé par Blaise Cendrars Autour de la roue (8'), des entretiens avec Abel Gance dans les émissions Cinéastes de notre temps et L'Histoire du cinéma par ceux qui l'ont fait (12'), des scènes coupées (5'), ainsi qu'un livret de 140 pages sur la genèse et la restauration du film, où interviennent notamment François Ede (chargé de la restauration image) et Bernd Thewes (chargé de la restauration musique).

## Postérité
Selon Jean Cocteau, « il y a le cinéma d'avant et après La Roue, comme il y a la peinture d'avant et après Picasso ». Jean Epstein considère pour sa part que « La Roue est le plus beau film du monde ».

## Remake
Le film a fait l'objet d'un remake en 1957 : La Roue, film d’André Hagueten 1957.